# 海南樫木
海南樫木（学名：Dysoxylum mollissimum）为楝科樫木属下的一个种。

## 扩展阅读
- 維基物種上的相關：海南樫木